# Стражи (Marvel Comics)
Стражи (англ. Sentinels) — различные вымышленные роботы-охотники на мутантов, появляющиеся во вселенной Marvel Comics. Обычно изображаются врагами Людей Икс. Созданы Стэном Ли и Джеком Кирби. Впервые появились в The X-Men (vol. 1) #14 (ноябрь 1965).

## Характеристика
Стражи разработаны для охоты на мутантов. Как правило, являются суперзлодеями или используются как инструменты других злодеев. Хотя многие из них способны тактически мыслить, только у некоторых Стражей есть самосознание.
Стражи технологически продвинуты и демонстрируют широкий спектр способностей. Они вооружены энергетическим оружием и удерживающими устройствами, могут летать и находить мутантов на больших расстояниях. Обладают огромной физической силой, а их тела имеют высокую устойчивость к повреждениям. Некоторые стражи способны менять свой физический облик и повторно собираться и активизироваться после того, как были уничтожены.

## Поколения
- Марк I и Мастер Молд — созданы Боливаром Траском. Впервые появились в X-Men (vol. 1) #14. Боливар Траск пожертвовал собой, чтобы уничтожить Мастера Молда.
- Марк II — созданы Ларри Траском. Эта модель способна почти мгновенно адаптироваться, чтобы противодействовать сверхспособностям. Впервые появились в X-Men (vol. 1) #57.
- Составной — создан в результате соединения оставшихся частей от пяти уничтоженных Стражей и перешедший под контроль Эшли Мартин. Был уничтожен, когда он восстал против неё.
- Марк III — созданы Стивеном Лэнгом и проектом «Армагеддон», тайно финансируемый Эдвардом Бакманом и Советом Избранных. Впервые появились в X-Men (vol. 1) #98.
  - Стражи Икс — созданы Стивеном Лэнгом. Андроиды-дубликаты оригинальных Людей Икс.
- Марк IV — созданы Себастьяном Шоу. Впервые появились в X-Men (vol. 1) #151.
- Марк V — созданы Себастьяном Шоу для проекта «Уайдэвейк» правительства США. Впервые появились в New Mutants (vol. 1) #2.
- Марк VI — созданы Шоу Индастриз для проекта «Уайдэвейк», использовались Натиском. Также были включены в часть проекта «Нимрод».
- Марк VII — созданы Шоу Индастриз. Экспериментальные с дистанционным управлением.
- Нимрод (позже Бастион) — прототип Суперстража, прибывший из временной линии будущего «Дни будущего прошлого». Позже был реактивирован преподобным Уильямом Страйкером.
  - Проект «Нимрод» — ответвление проекта «Уайдэвейк», экспериментальный на основе Стража Нимрода. Был отменён после вмешательства Силы Икс.
- Прайм Стражи — созданы Бастионом и операцией «Нулевая терпимость». Инвалиды, оснащённые кибернетическими нанотехнологическими имплантатами без их ведома в Клинике Просперо. Использовались в качестве спящих агентов. При активации атаковали мутантов.
  - Ядро/Центральная команда - биотехнологический вариант Мастер Молда, лежащий в основе конструктивных параметров новых Прайм Стражей.[1]
- Омега Прайм Стражи — второе поколение Прайм Стражей. Одним из них является Карима Шапандар.
- Дикие Стражи — втайне построены новым Мастером Молдом в Эквадоре. Были активированы Дональдом Траском III и использовались Кассандрой Новой. Были созданы на основе доступных ресурсов, из оставшихся частей от других Стражей, из оружий, а иногда даже из целых транспортных средств, из-за чего у данного вида Стражей очень разнообразный внешний вид. Мегастражи, использовавшиеся для уничтожения Дженоши, и Наностражи относятся к такому виду Стражей. Технология, используемая Наностражами, также использовалась Оружием Плюс в экспериментах по искусственной эволюции и создании Суперстражей.
- Марк VIII — отряд Стражей O*N*E, разработанные Старк Индастриз. В отличие от других Стражей требуется пилот.
- Биостражи — люди, заражённые технологическим вирусом, созданным Саймоном Траском. Жертвы сначала становятся анти-мутантскими активистами, а затем полностью превращаются в роботов Стражей и бездумно следуют командам Траска.[2]
- Стражи Старка - Стражи Старка дебютировали во время сюжетной линии AXIS. Под влиянием Красного Черепа (который также стер из него все воспоминания об их конструкции) Тони Старк создал модель Стражей, созданных Адамантиумом, оснащенных технологией частиц Пима, с базами данных, скрывающими информацию о различных супергероях, которых он приобрел после 1-й гражданской войны.[3] Когда Красный Череп стал Красным Натиском и Мстители прибыли в Геношу, чтобы остановить его, он задействовал Стражей Старков.[4]

### Создания, имеющие отношение к охоте на мутантов
- Три-Стражи — комбинация из трёх довольно стандартных Стражей, соединённые вместе Локи. Потерпел поражение от Человека-паука, у которого на тот момент была сила Капитана Вселенной. Позже был возрождён Фондом жизни, но снова был уничтожен Человеком-пауком и Новой.
- Советские стражи — созданы Советским Союзом, позже были куплены кубинскими правительственными чиновниками.[5]
- Суперстражи — созданные в лаборатории Мир проекта «Оружие Плюс», с помощью технологии Наностражей, искусственно эволюционировавшие сверхлюди. Трое из этих созданий были выбраны для формирования команды охотников на мутантов Суперстражи: Охотник, Фантомекс, Ультиматон.
- Стражи Колкорда — Несколько боксботов, созданные Мэдисоном Джеффрисом (Бокс) для обслуживания программы «Оружие Икс». В ограниченной серии комиксов Оружие Икс: Дни будущего сейчас (один вариант временной линии «Дни будущего прошлого») можно увидеть, как один боксботов превращается в нового Мастера Молда и новое поколение Стражей.
- Хардвей — киборг, созданный в Лагере Хэйден, называвший себя биостражем. Был убит Фронтом освобождения мутантов.
- Икс-51 (Человек-машина) — был схвачен в плен Бастионом и заражён наноботами Прайм Стражами, в результате чего его система оказалась перенастроена и реконструирована. Он получил аналогичные способности Нимрода, а его программа время от времени заставляла его нападать на мутантов.
- Адамантиумые Киборги - почти полностью механические убийцы-охотники на мутантов, оснащенные Оружием Икс основным металлом в качестве эндоскелета с использованием нанотехнологий на основе дозорных. Это бионическое оружие, входящее в состав многочисленных алфавитно-категориальных групп, может сбросить кожу, обнажая убийственный автомат с интегрированными в него способностями различных героев и злодеев Людей Икс.[6]

## Другие версии

### Век Апокалипсиса
Во временной линии «Век Апокалипсиса» Стражей создали Боливар Траск и его жена Мойра. Эти Стражи оснащены несколькими орудийными башнями. Их основная директива — это защита людей, а не охота на мутантов. Они способны сотрудничать с мутантами для выполнения своей миссии.

### Дни минувшего будущего
Во временной линии «Дни минувшего будущего», происходящей в альтернативном будущем, Омега Стражи технологически продвинулись и фактически стали правителями США. Самым сильным среди них является Нимрод.

### День М
В сюжетной линии «День М» Магнето побеждает в войне мутантов и обычных людей. Стражи применяются Себастьяном Шоу, ныне директором Щ.И.Т.а, для помощи в охоте на повстанцев — обычных людей.

## Появление вне комиксов

### Мультсериалы
- Страж появился во флэшбэке в эпизоде «Рождение Огненной звезды» мультсериала «Человек-паук и его удивительные друзья».
- Стражи появились во многих эпизодах мультсериала «Люди Икс», где были озвучены Дэвидом Фоксом.
- Стражи появились в мультсериале «Человек-паук» в эпизоде «Страсти по мутантам». Они были смоделированы в Комнате опасностей. Человек-паук случайно активировал моделирование, когда он посетил Людей Икс, надеясь получить от Профессора Икс лекарство от своей недавней мутации.
- В мультсериале «Люди Икс: Эволюция» первоначально имелся только один Страж — прототип, созданный Боливаром Траском, в этом сериале бывшем агентом Щ.И.Т.а. Стражи затем использовались Щ.И.Т.ом против Апокалипсиса. В финале сериала Профессор Икс увидел будущее, в котором появился Нимрод, ведущий новый флот Стражей.
- Стражи появились в мультсериале «Росомаха и Люди Икс», где были озвучены Джимом Уордом.
- Стражи появились в мультсериале «Супергеройский отряд» в эпизоде «Days, Nights and Weekends of Future Past! (Six against Infinity, часть 2)», озвученные Томом Кенни.
- Страж появился в Комнате опасностей в «Marvel Anime: X-Men».

### Фильмы
- В фильме «Люди Икс: Последняя битва» смоделированный Страж использовался в Комнате опасностей для тренировки студентов-мутантов Профессора Икс. Симуляция представляла собой возможное ближайшее будущее, где идёт война обычных людей против мутантов. В конце тренировки Колосс бросает Росомаху в робота, и тот обезглавливает его. Была показана только голова Стража, тело Стража окутано туманом.
- Стражи являются главными врагами мутантов в фильме «Люди Икс: Дни минувшего будущего»[7]. В этом фильме образ стражей несколько далёк от канона, особенно стражи будущего. Первые же стражи по версии авторов фильма появились ещё в 1970-х, их создателем выступил Боливар Траск.
- Смоделированные в Комнате опасностей Стражи 1970-х появляются эпизодически в самом конце фильма «Люди Икс: Апокалипсис» перед началом тренировки Первого Поколения Людей Икс.
- В телесериале «Одарённые» существует Служба Страж, чья задача — борьба с мутантами.

### Игры
- Стражи являются противниками в таких играх, как «Captain America and the Avengers» (в аркадной версии игры был назван просто "гигантским роботом"), «X-Men: The Official Game», X-Men Legends II: Rise of Apocalypse, Marvel Heroes, X-Men Origins: Wolverine и др.
- В Lego Marvel Super Heroes является играбельным персонажем, чей размер равен обычному Лего-человечку. Также появляется гигантская версия в качестве врага.
- В игре Deadpool Дедпул пользуется реактивным ботинком Стража для транспортировки.

## Критика и отзывы
- В 2009 году стражи заняли 38-е место в списке «100 величайших злодеев комиксов» по версии IGN[8].